# Tomás Gargal
Tomás Gargal O.S.Io.Hieros., auch Tomaso Gargallo, (* 1536 in Katalonien, Spanien; † 10. Juni 1614) war ein katalanischer Geistlicher und Bischof von Malta.
Tomás Gargal war Angehöriger des Malteserordens. Er wurde am 11. August 1578 von Papst Gregor XIII. zum Bischof von Malta ernannt, die Bischofsweihe fand in Palermo statt.
Als Bischof herrschte er mit Gewalt und Schrecken, sodass niemand ihm zu widersprechen wagte. Schließlich schritt die Inquisition ein und der Inquisitor Federico Cefalotto enthob ihn 1582 wegen seiner unnachgiebigen Herrschaftsweise und wegen finanzieller Unregelmäßigkeiten des Amtes. Die römische Kurie hob jedoch die Suspendierung auf, und im Juni 1586 kehrte Bischof Gargallo nach Malta zurück.
Während seiner Amtszeit gründete er 1592 das Collegium Mellitense, die heutige Universität Malta. Er hieß die neugegründete Kongregation der Jesuiten auf Malta willkommen.